# Onneyn Tahi
Onneyn Tahi (ur. 24 lipca 1944 na wyspie Aoba, zm. 1998) – vanuacki polityk, przewodniczący parlamentu, tymczasowy (12 – 30 stycznia 1989) prezydent kraju. Działacz socjalistycznej Partii Pracy (Vanua’aku Party).
Funkcję głowy państwa pełnił do dnia wyboru na to stanowisko Fredericka Timakata.